# 浙江铃子香
浙江铃子香（学名：Chelonopsis chekiangensis）为唇形科铃子香属下的一个种。

## 扩展阅读
- 維基物種上的相關：浙江铃子香